# Leszek Kisiel
Leszek Marek Kisiel (ur. 26 kwietnia 1967 w Przeworsku) – polski samorządowiec, ostatni wojewoda przemyski, burmistrz Przeworska.

## Życiorys
Ukończył studia w Wyższej Szkole Pedagogicznej w Krakowie, a także studia podyplomowe z zakresu samorządu terytorialnego i rozwoju lokalnego (na Uniwersytecie Warszawskim) oraz z zakresu prawa europejskiego (na Uniwersytecie Łódzkim). W 2010 na Uniwersytecie Pedagogicznym w Krakowie uzyskał stopień doktora nauk o Ziemi ze specjalnością w zakresie geografii ekonomicznej.
Pracował jako nauczyciel w Mirocinie. Został członkiem NSZZ „Solidarność”, w latach 1995–1997 zasiadał w zarządzie Regionu Ziemia Przemyska związku. Został też przewodniczącym komisji zakładowej oświatowej „Solidarności” w Przeworsku. Objął funkcję wiceprezesa Przeworskiego Stowarzyszenia Wspierania Inicjatyw Gospodarczych. W 2000 został wykładowcą w Państwowej Wyższej Szkole Zawodowej w Jarosławiu.
19 grudnia 1997 z rekomendacji Akcji Wyborczej Solidarność został powołany na stanowisko wojewody przemyskiego, który to urząd sprawował do 31 grudnia 1998. Jego zastępcą w randze wicewojewody został Jan Bartmiński. Później pełnił funkcję doradcy wojewody podkarpackiego. W latach 2000–2002 był dyrektorem agencji płatniczej dla programu SAPARD w oddziale regionalnym Agencji Restrukturyzacji i Modernizacji Rolnictwa w Rzeszowie.
W latach 2002–2010 wykonywał obowiązki zastępcy burmistrza Przeworska. W 2011 został wicestarostą powiatu przeworskiego, funkcję tę pełnił do 2014. W wyborach w 2014 został z ramienia lokalnego komitetu wybrany do rady powiatu, wygrał także w drugiej turze wyborów na burmistrza Przeworska. 4 grudnia tego samego roku został zaprzysiężony na tym stanowisku. W 2018 i 2024 z powodzeniem ubiegał się o reelekcję na urząd burmistrza.
Żonaty, ma troje dzieci.

## Odznaczenia
- Brązowy Krzyż Zasługi (2022)[8]
- Złoty Medal za Długoletnią Służbę (2025)[9]
- Odznaka Honorowa za Zasługi dla Samorządu Terytorialnego[9]